# 東方新地
《東方新地》（英語：Oriental Sunday）是香港的一本娛樂雜誌，原是東方報業集團旗下的雜誌，與《東周刊》是姊妹關係。後來楊受成所創辦的英皇集團銳意發展媒體業，在2001年同時收購了《東方新地》和與《東周刊》兩本雜誌（後者已於翌年售予星島新聞集團），繼續以週刊形式出版，歸由英皇集團旗下的新傳媒集團管理。新傳媒集團從2016年10月13日起，逢星期四，《新假期周刊》、《東方新地》、《新Monday》、《more》四本雜誌合併一書，消息指集團裁員過百人。

## 內容及讀者
《東方新地》周刊現為一書二冊，分別有《東方新地》主書及《More》。《東方新地》主書報導娛樂新聞藝人生活動態及歌影視資訊，並加入《Go Shopping and Go Home》介紹消費、飲食、健康、生活情報、親子活動、玄學等內容。

## 偷拍內衣照
2010年1月，《東方新地》第632期封面及內文刊登多張偷拍香港大學女學生兼社運人士陳巧文的內衣照。陳巧文認為，雜誌內容失實，加上照片攝於去年夏天，選擇現時才刊登，質疑雜誌只為政治打壓。事件引起49名市民向香港報業評議會投訴。2010年3月，報評會公開譴責《東方新地》侵犯陳巧文私隱、違反《新聞從業員專業操守守則》，而《東方新地》拒回應。